# Jorinde i Joringel
Jorinde i Joringel (niem. Jorinde und Joringel) – baśń braci Grimm opublikowana w 1812 roku w ich zbiorze Baśni (tom 1, nr 69).

## Treść[1]
W pewnej krainie, w zamku w środku ciemnego lasu, mieszkała samotnie czarownica. Czarownica potrafiła zmieniać swój wygląd przybierając kształt kota lub sowy. Każdy kto podszedł bliżej niż sto kroków pod jej zamek - nieruchomiał do czasu, aż zdjęła zaklęcie. W ten sposób polowała na ptaki i zwierzęta, które piekła i zjadała. Każda dziewica, która wpadła w jej pułapkę, zostawała zamieniona w ptaka i zamknięta w klatce. 
Pewnego dnia w lesie w pobliżu zamku zabłądziła młoda dziewica Jorinde i jej narzeczony Joringel. Oboje wpadli w pułapkę wiedźmy. Jorinde została zamieniona w słowika i uprowadzona przez wiedźmę na zamek. Joringel nie mógł jej pomóc, gdyż znieruchomiał pod wpływem czarów. Czarownica uwolniła wprawdzie chłopca, ale oświadczyła mu, że nigdy nie zobaczy ukochanej i zniknęła.
Joringel był zrozpaczony. Zamieszkał w jednej z wiosek w pobliżu zamku czarownicy. Co noc obchodził go, ale był bezsilny. Pewnej nocy przyśniło mu się, że znalazł kwiat z perłą w środku, który złamał zaklęcie czarownicy. Po przebudzeniu rozpoczął poszukiwanie takiego kwiatu i po dziewięciu dniach go odnalazł. Udał się z nim do zamku. Przeszedł bezpiecznie aż do bram i nie znieruchomiał jak poprzednio. Gdy dotknął bram, zamek sam się otworzył. Joringel wszedł do środka i zastał tam czarownicę karmiąca tysiące ptaków w tysiącach klatek. Czarownica próbowała rzucić na niego urok, ale moc kwiatka go osłoniła. Wówczas Joringel spostrzegł, że wiedźma trzyma w ręku klatkę ze słowikiem, z którą usiłuje się wymknąć. Ruszył w pogoń i dotknął kwiatkiem czarownicy, która straciła swoją moc. Następnie dotknął kwiatem ptaka z klatki, który natychmiast stał się jego ukochaną Jorinde. Potem wspólnie uwolnili wszystkie inne ptaki, które też były zaklętymi dziewicami.

## Adaptacje
- Baśnie braci Grimm (Jaś i Zosia – odcinek 17, seria 1) – japoński serial animowany (1987-1988)
- Baśnie Braci Grimm: Simsala Grimm (odcinek 50, seria 3) – niemiecki serial animowany z lat 1999-2000
- Jorinde i Joringel – niemiecki film familijny z 2011 roku